# بقع ناغاياما
بقع ناغاياما (بالإنجليزية: Nagayama's spots)‏ هي طفح باطن من الحطاطات الحمراء في الحنك الرخو.